# 兇年假白烏介
兇年假白烏介（学名：Falsobuntonia hsiungniensis）为粗面介科假白烏介屬下的一个种。